# Artjom Suschko
Artjom Suschko (russisch Артём Сушко, englische Transkription Artyom Sushko; * 24. Dezember 1993 in der Autonomen Republik Krim) ist ein russischer Volleyballspieler.

## Karriere
Suschko begann seine Karriere bei Academy Kasan. 2016 ging er in die rumänische Liga zu Ştiinţa Explorări Baia Mare. In der Saison 2017/18 spielte der Außenangreifer in Kasachstan beim VC Almaty. Anschließend wurde er zunächst vom deutschen Bundesligisten TSV Herrsching verpflichtet. Kurz vor Saisonbeginn erhielt er ein finanziell lukrativeres Angebot aus Südkorea und wechselte nach Suwon. Dort wurde sein Vertrag jedoch wegen einer Verletzung vorzeitig aufgelöst, so dass Suschko im Dezember 2018 nach Herrsching zurückkehrte.